# Nowy Dwór Królewski
Nowy Dwór Królewski (deutsch Königlich Neudorf, 1942–45 Königsneudorf) ist ein Dorf in der Landgemeinde Papowo Biskupie und dort Teil des Schulzenamtes Niemczyk im Powiat Chełmiński in der Woiwodschaft Kujawien-Pommern, Polen.
Es gibt in Nowy Dwór Królewski einen Palast aus dem Jahr 1875.

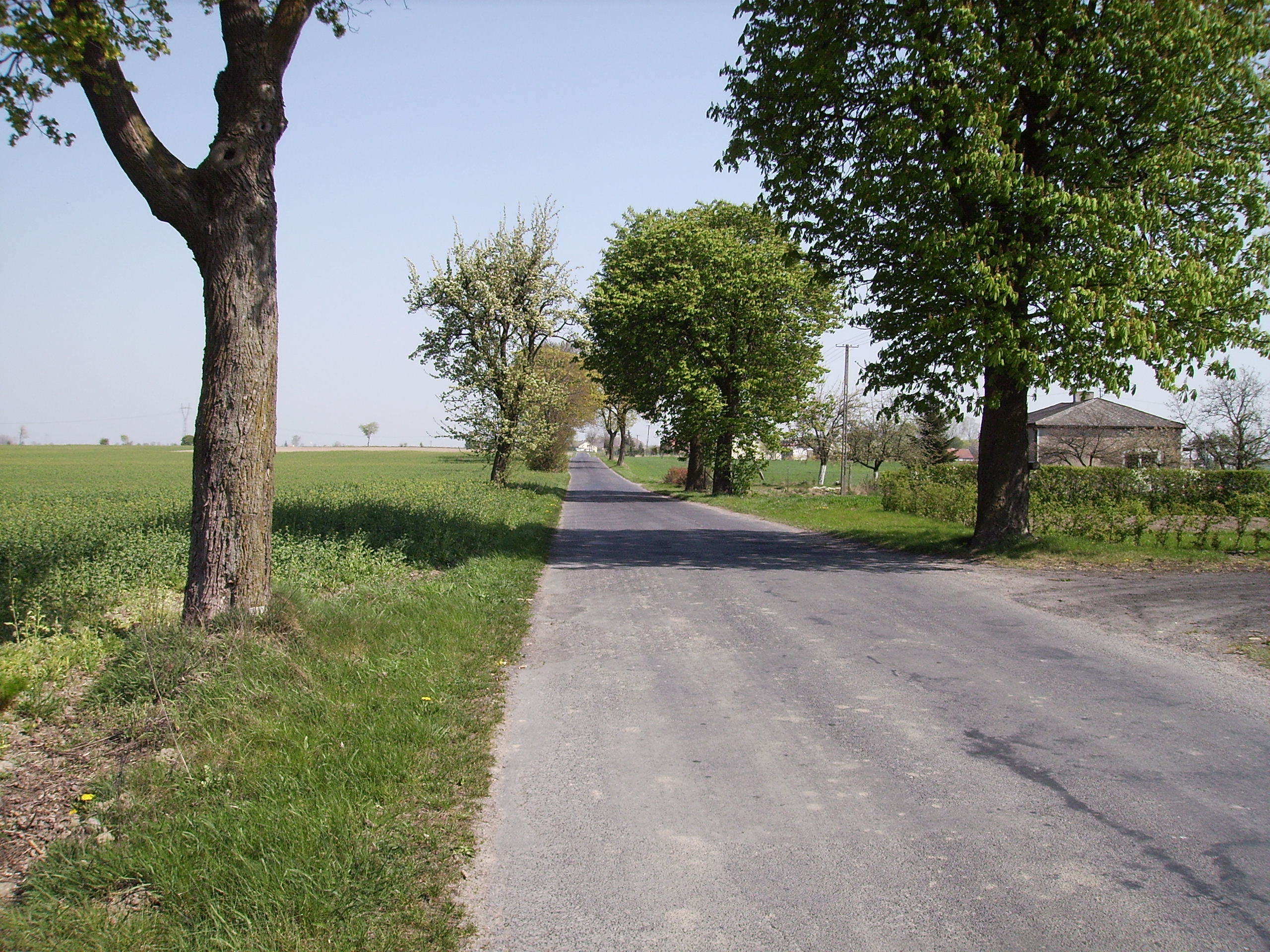
Park